# کینگ‌فیشر

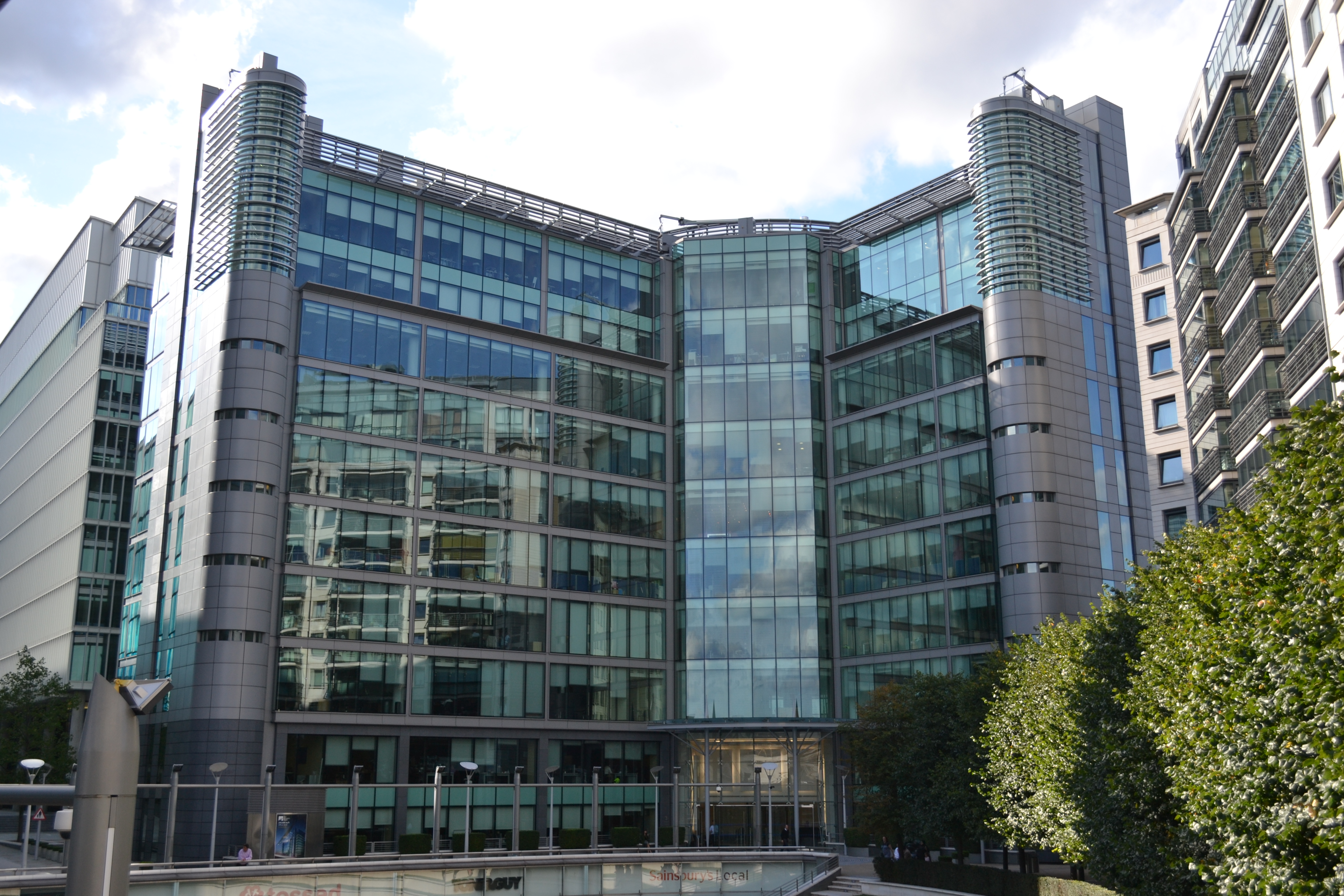
ساختمان مرکزی شرکت کینگ‌فیشر در لندن

کینگ‌فیشر (به انگلیسی: Kingfisher) شرکت خرده‌فروشی بریتانیایی و چندملیتی است، که در زمینه ارائه تجهیزات و لوازم خانگی، ابزار و یراق و مصالح ساختمانی فعالیت می‌کند.
شرکت کینگ‌فیشر در سال ۱۹۸۲ تأسیس شد و در حال حاضر دارای ۱٫۰۰۰ شعبه فروش در ۸ کشور آسیایی و اروپایی است و به‌عنوان بزرگترین خرده‌فروش لوازم خانگی اروپا شناخته می‌شود. این شرکت همچنین پس از هوم دیپو و لاوز سومین شرکت خرده‌فروشی لوازم خانگی در جهان است.
دفتر مرکزی شرکت کینگ‌فیشر در شهر وست‌مینستر، لندن، بریتانیا قرار دارد و بخشی از سهام آن در بازار بورس لندن معامله می‌شود. از شرکت‌های زیرمجموعه کینگ‌فیشر می‌توان به هورن باخ، بی اند کیو، بریکو دیپو و کوکتاس اشاره کرد.